# Walckenaeria orghidani
Walckenaeria orghidani är en spindelart som beskrevs av C.Constantin Georgescu 1977. Walckenaeria orghidani ingår i släktet Walckenaeria och familjen täckvävarspindlar.
Artens utbredningsområde är Kuba. Inga underarter finns listade i Catalogue of Life.